# Station Montmélian
Station Montmélian is een spoorwegstation in de Franse gemeente Montmélian.